# September (hardrockgruppe)
 For alternative betydninger, se September (flertydig). (Se også artikler, som begynder med September)
September var en dansk hardrockgruppe deres første og eneste album, Many a Little udkom på Tripple Music 1995.
På albumcoveret til gruppens album Many a Little er gengivet et maleri af kunstneren Lars Helweg, "Damen med flaskerne", der også i 2012 blev anvendt på coveret til "Lukas Graham" det selvbetitlede debutalbum af den danske soul-popgruppe Lukas Graham.
Lars Helweg malede billedet i 1992, originalen hænger på Café Wilder på Christianshavn. Den nøgne kvinde på maleriet er den svenske skuespiller Anita Ekberg. Fotografiet, der er blevet brugt som forlæg af maleren, stammer fra et Playboy-magasin i 1956.

## Medlemmer
- Thomas Melbye-Hansen Sanger
- Lasse Frederiksen Bas
- Martin Christensen Trommer
- Bo Louring Mortensen Guitar
- Mik Swenson Producer

## Diskografi
- Many a Little udkom på Tripple Music 1995[4]
  - "D" Matchbox Knight Part 1
  - Silicon Age
  - Many A Little
  - S.I.K.
  - My Sweet Little Virtual Realentina
  - Ink
  - Elephant Song
  - Medical Dream
  - James Dean
  - Merc
  - Wishful Sea